# 김수겸
김수겸(한국 한자: 金秀謙, 2001년 12월 3일~)은 대한민국의 남자 배우이다.

## 생애
김수겸는 2001년 12월 3일 서울특별시에서 4남매 중 둘째로 태어나  2020년 카카오엠 《연애혁명》으로 데뷔해 한림연예예술고등학교 패션모델과를 거쳐 서울예술대학교 연기과 휴학을 하고 신체는 188cm, 73kg이고, 혈액형은 A형이다.

## 가족 관계
- 아버지 : 미상
- 어머니 : 미상 (1974년 ~)
- 누나 : 미상  (1997년 ~)
- 여동생 : 김수민 (2006년 ~)
- 여동생 : 김수은 (2008년 2월 19일 ~)

## 학력
- 백석중학교 (졸업)
- 한림연예예술고등학교 패션모델과 (졸업)
- 서울예술대학교 연기과 (휴학)

## 출연작

### 드라마
- 2024년 TVING, tvN 《좋거나 나쁜 동재》 - 남겨레 역
- 2023년 TVING 《방과 후 전쟁활동》 - 권일하 역
- 2022년 wavve 《약한영웅 Class 1》 - 전영빈 역
- 2021년 KBS2 《멀리서 보면 푸른 봄》 - 남구현 역
- 2020년 카카오엠 《연애혁명》 - 남궁지수 역

### 영화
- 2022년 《아이를 위한 아이》 - 창림 역
- 2021년 《해피 뉴 이어》 - 철민 역

## 모델 활동
- 2019년 F/W 서울패션위크 블랑드누아

- 2020년 S/S 파리패션위크 메종 미하라 야스히로

- 2020년 S/S 런던패션위크 찰스 제프리 러버보이